# Arsenura archianassa
Arsenura archianassa är en fjärilsart som beskrevs av Max Wilhelm Karl Draudt 1930. Arsenura archianassa ingår i släktet Arsenura och familjen påfågelsspinnare. Inga underarter finns listade i Catalogue of Life.